# Ірина Петреску
Ірина Петреску (рум. Irina Petrescu; *19 червня 1941, Бухарест — †19 березня 2013, Бухарест) — румунська акторка театру і кіно.

## Біографія
Закінчила Національний університет театру і кіно «І. Караджале». Ще студенткою дебютувала в кіно («Хвилі Дунаю»). Створювала образи сучасних жінок, що відрізнялися тонким психологізмом характерів.

## Театр
- «Леонс і Олена» Георга Бюхнера — Лена
- «Anunţul la mica publicitate» Наталії Гінзбург — Олена
- «Дванадцята ніч» Вільяма Шекспіра
- «Єлизавета I» Пола Фостера — Сесіль
- «Ферма» Девіда Сторі — Дженніфер
- «La casa nova» Карло Гольдоні — Чечілія
- «Нічні судді» Антоніо Буеро Вальєхо — Христина
- «За зачиненими дверима» Жана-Поля Сартра — Інес
- «Щасливі дні» Семюеля Беккета — Ея
- «Dimineaţa pierdută» Габріели Адамештяну — Марго
- «Гірські велетні» Луїджі Піранделло — Мілордіно
- «Мізантроп» Мольєра — Селіма
- «Teatrul comic» Карло Гольдоні — Беатріче
- «Калігула» Альбера Камю — Цезонія
- «Ліберті» («Розпусник») Еріка-Еммануеля Шмітта — Домна Дідро
- «Беккет, або Честь Божа» Жана Ануй — королева-мати
- «Гамлет» Вільяма Шекспіра — акторка
- «Дядя Ваня» Антона Чехова — Марія Василівна Войницька
- «Обломов» Івана Гончарова — Марія Михайлівна
- «Одруження» Миколи Гоголя — Орина Пантелеймонівна
- «Кінець гри» Семюеля Беккета — Нелл
- «Божевільна із Шайо» Жана Жироду — Жозефіна

## Вибрана фільмографія
- 1959 — Хвилі Дунаю / Valurile Dunarii — Ана
- 1961 — Не хочу одружитися / Nu vreau sa ma însor
- 1961 — Сентиментальна історія / Post restant
- 1963 — Кроки до Місяця / Paşi spre Lună
- 1964 — Чужинець / Strainul — Соня
- 1965 — Неділя в 6 годин / Duminica la ora 6
- 1965 — Історія моєї дурості / Butaságom története — Жаклін
- 1966 — Ранок розсудливого хлопця / Diminetile unui baiat cuminte
- 1969 — Шкідливий юнак / Rautaciosul adolescent — Ана
- 1970 — Створення світу / Facerea lumii — Eva Filipache
- 1973 — Сім днів / Sapte zile
- 1977 — За мостом / Dincolo de pod
- 1978 — Крізь прах імперії / Prin cenusa imperiului — Sarboaica
- 1978 — Операція «Автобус» / Actiunea Autobuzul — Dominique Franga
- 1981 — Замок в Карпатах / Castelul din Carpati
- 2010 — Менеджер по персоналу / The Human Resources Manager — бабуся

## Нагороди
- 2000 — Орден Зірки Румунії